# Монокристалл (предприятие)
«Монокристалл» — российское предприятие химической промышленности, один из основных мировых производителей искусственного корунда (сапфира) для оптоэлектронной промышленности. Владельцы — «Роснано» и концерн «Энергомера» Владимира Полякова. Более 98 % выручки — экспорт.
Создано в 1999 году на базе завода «Аналог», производившего кремниевые подложки для микроэлектроники.
В 2010 году владельцы планировали вывести предприятие на IPO с оценкой в $0,765—1,071 млрд, но решение было отменено ввиду неблагоприятной рыночной конъюнктуры.
В 2011 году «Роснано» проинвестировало в предприятие 1,18 млрд рублей, годом позже предприятие открыло производство в Китае.
В 2015 году выручка «Монокристалла» составила $108 млн, в том числе $87 млн — от продажи сапфировых пластин, что сделало её третьим по величине производителем в сапфировой индустрии и первым — в сегменте производства искусственного сапфира. В том же году выращен монокристалл сапфира весом более 300 кг.
В 2019 году началось строительство второй очереди завода на базе корпусов бывшего радиозавода «Аналог».
«Монокристалл» производит также и минисветодиоды, на базе которых передовые мировые бренды электроники выпускают свои устройства. В 2023 году минисветодиоды используются в подсветке множества моделей разнообразных дисплеев. 
В 2025 году на предприятии запущена новая линия по производству транзисторов КТ315 с улучшенными характеристиками, используемыми в том числе в продуктах оборонного назначения и гиперзвуковых ракетах. 